# HD 101930 b
HD 101930 b는 항성 HD 101930을 돌고 있는 외계 행성이다. 최소 질량은 목성의 약 3분의 1이 되지 않는데 이는 토성과 거의 비슷한 값이다. 질량으로 볼 때 가스 행성으로 분류할 수 있다. 항성으로부터의 거리는 태양~수성 정도이며, 공전 궤도는 약간 찌그러져 있다.

## 참고 문헌
- (영어) Lovis 연구진 (2005). “The HARPS search for southern extra-solar planets III. Three Saturn-mass planets around HD 93083, HD 101930 and HD 102117”. 《Astronomy and Astrophysics》 437: 1121 – 1126. doi:10.1051/0004-6361:20052864. 2005년 10월 23일에 원본 문서 (요약)에서 보존된 문서. 2009년 7월 12일에 확인함.